# یوئیگاهاما

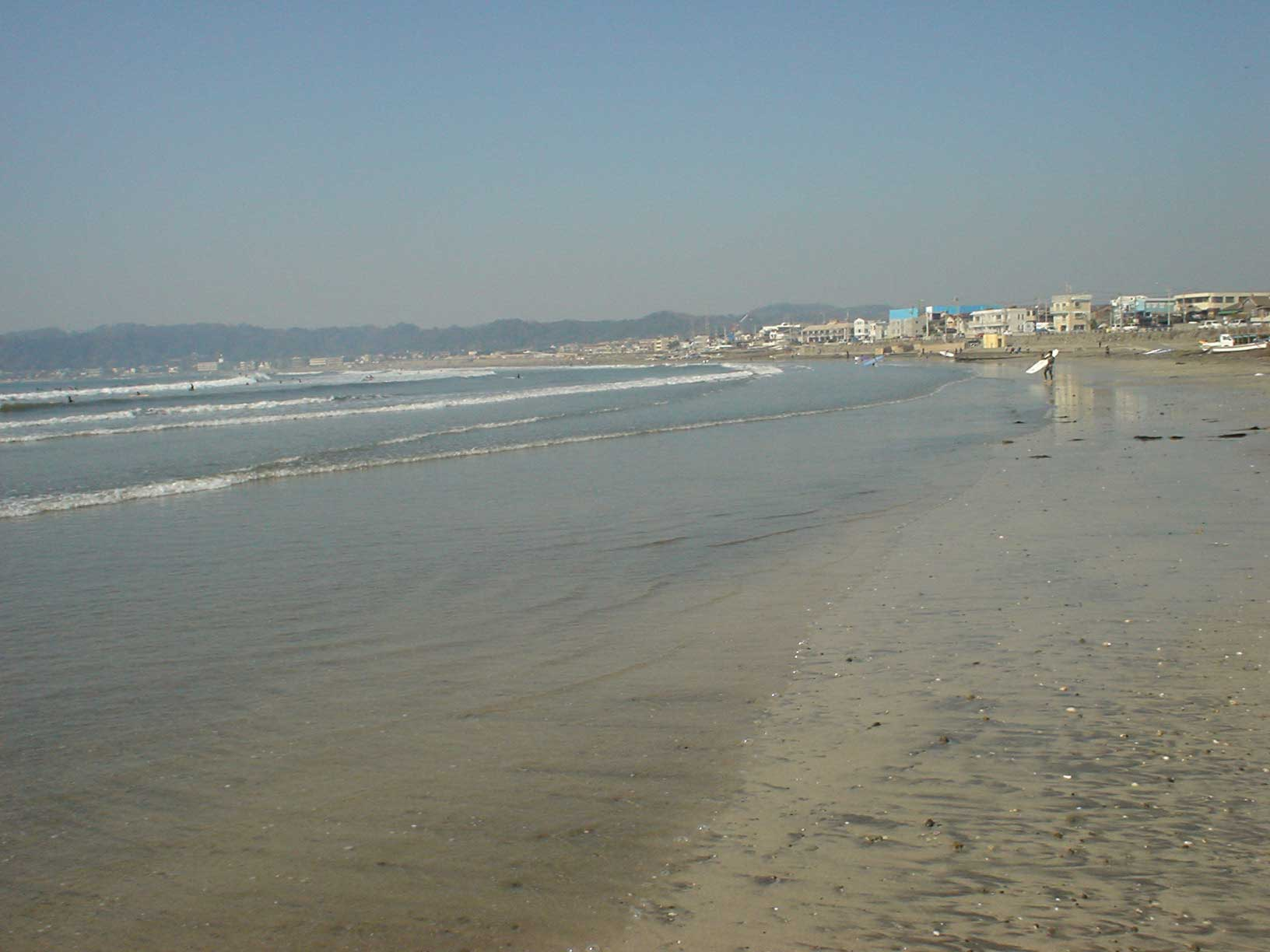

یوئیگاهاما (به ژاپنی: 由比ヶ浜海岸 Yuigahama)، یک ساحل در نزدیکی کاماکورا، کاناگاوا، شهری در استان کاناگاوا، ژاپن است. رابطه بین ساحل و مناطق همسایه آن پیچیده است، اگرچه یوئیگاهاما از نظر قانونی کل ساحل ۳٫۲ کیلومتری است.